# Partido di Suipacha
Il partido di Suipacha è un dipartimento (partido) dell'Argentina facente parte della provincia di Buenos Aires. Il capoluogo è Suipacha.